# معبد إليسيا
معبد إليسيا هو معبد صخري بناه الملك تحتمس الثالث بالقرب من قصر ابريم. كان مخصص لعبادة الآلهة آمون وحورس وساتيس.

أثناء عملية إنقاذ آثار النوبة التي قام بها اليونسكو في الستينات تم نقل المعبد إلى المتحف المصري بتورينو لإنقاذه من الغرق في بحيرة ناصر و كتقدير من الحكومة المصرية للحكومة الإيطالية على جهودها في عملية الإنقاذ.

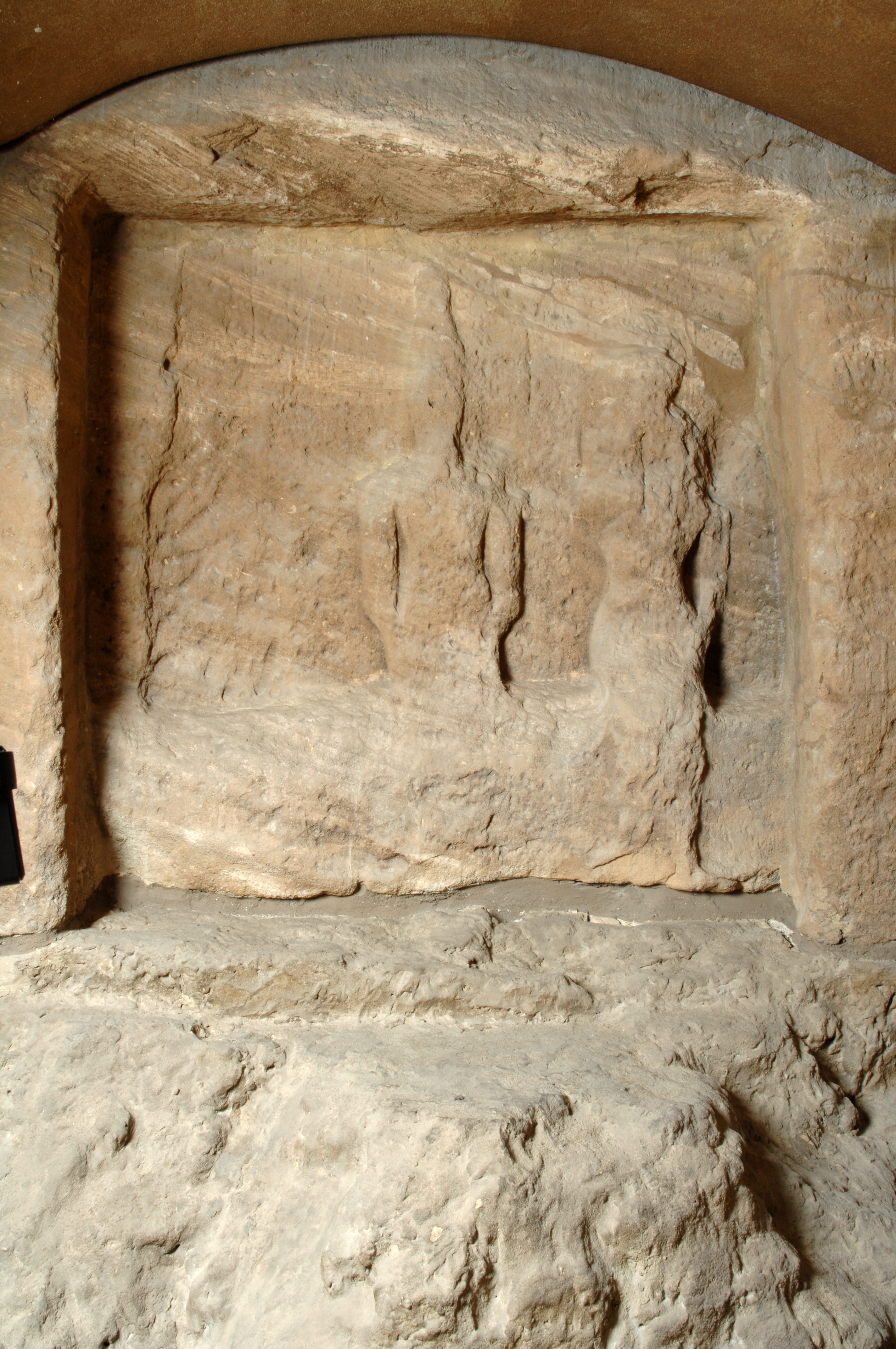